# Александровское (озеро, Приморское городское поселение)
Алекса́ндровское о́зеро (до 1948 года носило финское название фин. Hatjalahdenjärvi) находится на юге Выборгского района Ленинградской области, на территории Приморского городского поселения.
Высота водоёма над уровнем моря — 13,7 м.
Площадь водосборного бассейна — 208 км².
На юге короткой протокой соединено с Пионерским озером. На севере из озера берёт начало река Александровка (ниже — Гороховка), впадающая в Выборгский залив
На берегу озера находятся посёлки Александровка, Мамонтовка, строятся коттеджные посёлки.
Сохранились развалины усадьбы Муталахти.
В озере водятся ёрш, окунь, плотва, встречаются лещ, щука и судак.